# Свилова, Елизавета Игнатьевна
Елизаве́та Игна́тьевна Сви́лова (по мужу — Вертова; 5 сентября 1900, Москва — 11 ноября 1975, там же) — советский режиссёр и монтажёр документального кино. Жена и сподвижница Дзиги Вертова, лауреат Сталинской премии первой степени (1946).

## Биография
Родилась в Москве в семье железнодорожного рабочего и домохозяйки. С 1914 года работала монтажёром в лаборатории братьев Пате, в кинофирме Владимира Гардина. С 1918 года монтажёр в Москинокомитете Наркомпроса, в 1922—1924 годах — на фабрике «Госкино», в 1924—1927 годах — «Совкино», ассистент режиссёра фильмов «Шагай, Совет!», «Шестая часть мира» (1926). С 1927 года работала на ВУФКУ, с 1932 года — на киностудии «Межрабпомфильм».
С 1921 года вела работу по выявлению кинохроники с участием В. И. Ленина. В 20-е годы входила в группу «киноков». С сентября 1936 года — на Московской студии «Союзкинохроника» (Центральная студия кинохроники — с 1940 года). С осени 1941 года работала в эвакуации на Алма-Атинской студии хроникально-документальных фильмов, вернулась в Москву в конце 1943 года. С января 1944 года — вновь на Центральной студии кинохроники, вскоре переименованной в ЦСДФ.
Режиссёр монтажа множества выпусков кинопериодики: «Кино-Правда», «Московская кинохроника», «Новости дня», «Пионерия», «Советский Казахстан», «Союзкиножурнал», «СССР на экране». Её фильм «Зверства фашистов» (1946) фигурировал в качестве обвинения на Нюрнбергском процессе.
В последние годы жизни способствовала изданию творческого наследия Д. Вертова, участвовала в составлении сборника «Дзига Вертов в воспоминаниях современников» (Москва, 1976).
Скончалась в Москве 11 ноября 1975 года. Похоронена на Новодевичьем кладбище (участок № 6).

## Фильмография
- 1927 — Бухара
- 1927 — Обработка кишок
- 1927 — Тунгусы
- 1929 — Человек с киноаппаратом (совместно с Д. Вертовым)
- 1934 — Три песни о Ленине (совместно с Д. Вертовым)
- 1937 — Колыбельная (совместно с Д. Вертовым)
- 1937 — Памяти Серго Орджоникидзе (совместно с Д. Вертовым)
- 1938 — Слава советским героиням (совместно с Д. Вертовым)
- 1938 — Три героини (не выпущен на экран; совместно с Д. Вертовым)
- 1939 — Большая сила
- 1939 — В колхозах учатся
- 1939 — Домик в Гори
- 1939 — ЗИС
- 1939 — Крыша мира
- 1939 — О транспорте
- 1940 — Метро
- 1940 — Река Чусовая
- 1942 — Тебе, фронт (совместно с Д. Вертовым)
- 1943 — В предгорьях Ала-Тау (совместно с Д. Вертовым)
- 1943 — Знамя Победы (совместно с Д. Вертовым)
- 1944 — Клятва молодых (совместно с Д. Вертовым)
- 1945 — Берлин (совместно с Ю. Я. Райзманом)
- 1945 — Освенцим
- 1945 — Рождённые бурей
- 1946 — Зверства фашистов
- 1946 — На сессии Генеральной Ассамблеи ООН
- 1946 — Парад молодости (совместно с В. Бойковым)
- 1946 — Пребывание участников сессии исполкома Всемирной федерации профсоюзов в Москве
- 1946 — Суд народов (совместно с Р. Карменом)
- 1947 — Всесоюзный парад физкультурников 1947 года
- 1947 — Международная демократическая организация женщин
- 1947 — Славянский конгресс в Белграде
- 1948 — Выставка международной демократической федерации женщин в Париже
- 1949 — За высокий урожай
- 1949 — Мир победит войну (совместно с С. Бубриком, С. Герасимовым)
- 1950 — По реке Янцзы
- 1951 — Пребывание индийской делегации киноработников в СССР (совместно с Л. Варламовым)
- 1952 — 1 мая 1952 года (совместно с В. Беляевым)
- 1953 — Великое прощание (в соавторстве)
- 1953 — Под знаменем единства
- 1954 — XI-й съезд профсоюзов
- 1954 — Крепнет советско-венгерская дружба
- 1956 — Международная выставка в Кабуле
- 1956 — На пятой сессии Верховного Совета СССР

## Награды и премии
- Орден «Знак Почёта» (6 марта 1950) — за выдающиеся заслуги в развитии советской кинематографии, в связи с 30-летием[4];
- Сталинская премия первой степени (1946) — за фильм «Берлин» (1945)[1].